# Bryum schleicheri
Bryum schleicheri là một loài rêu trong họ Bryaceae. Loài này được Schwägr. mô tả khoa học đầu tiên năm 1816.

## Hình ảnh

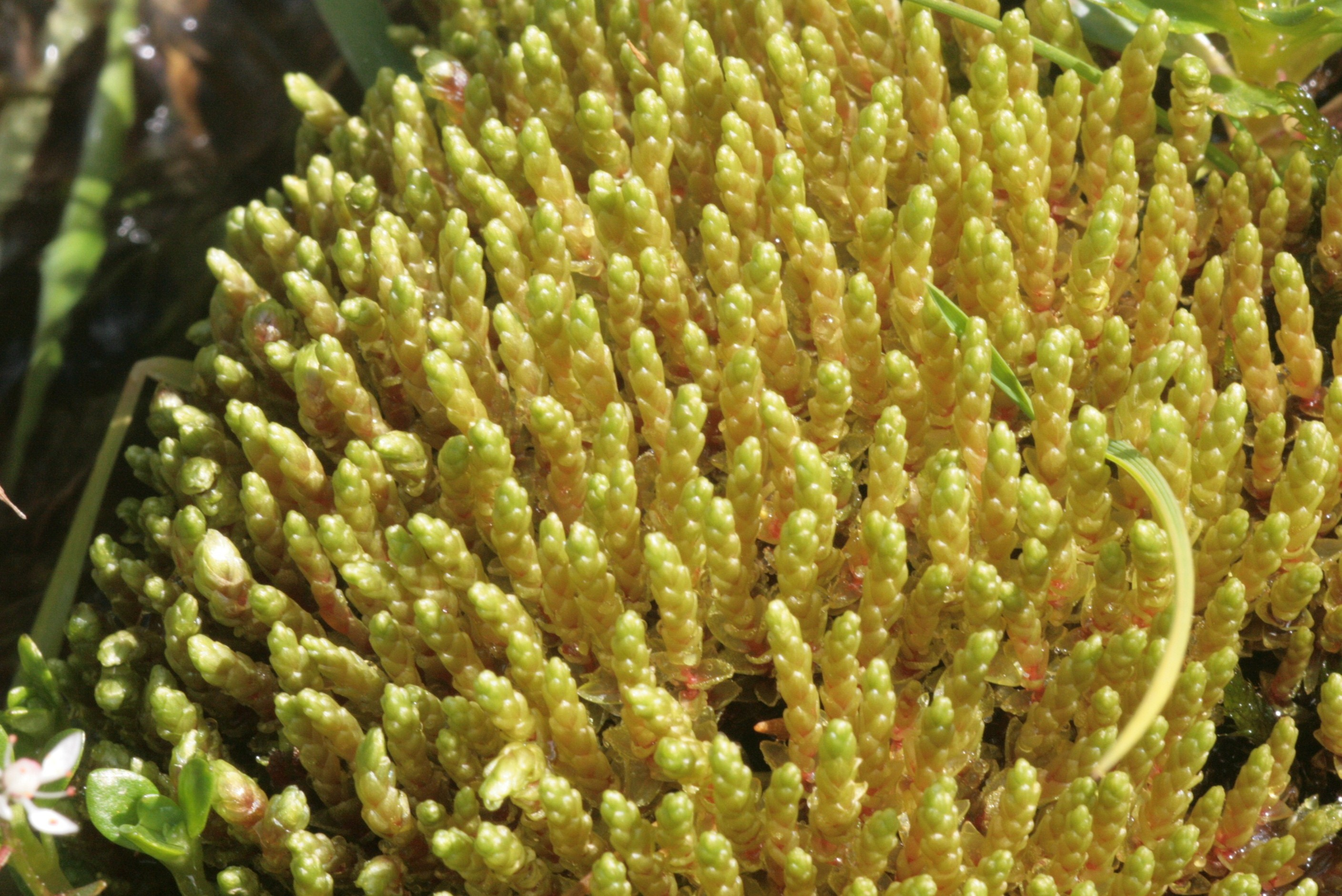
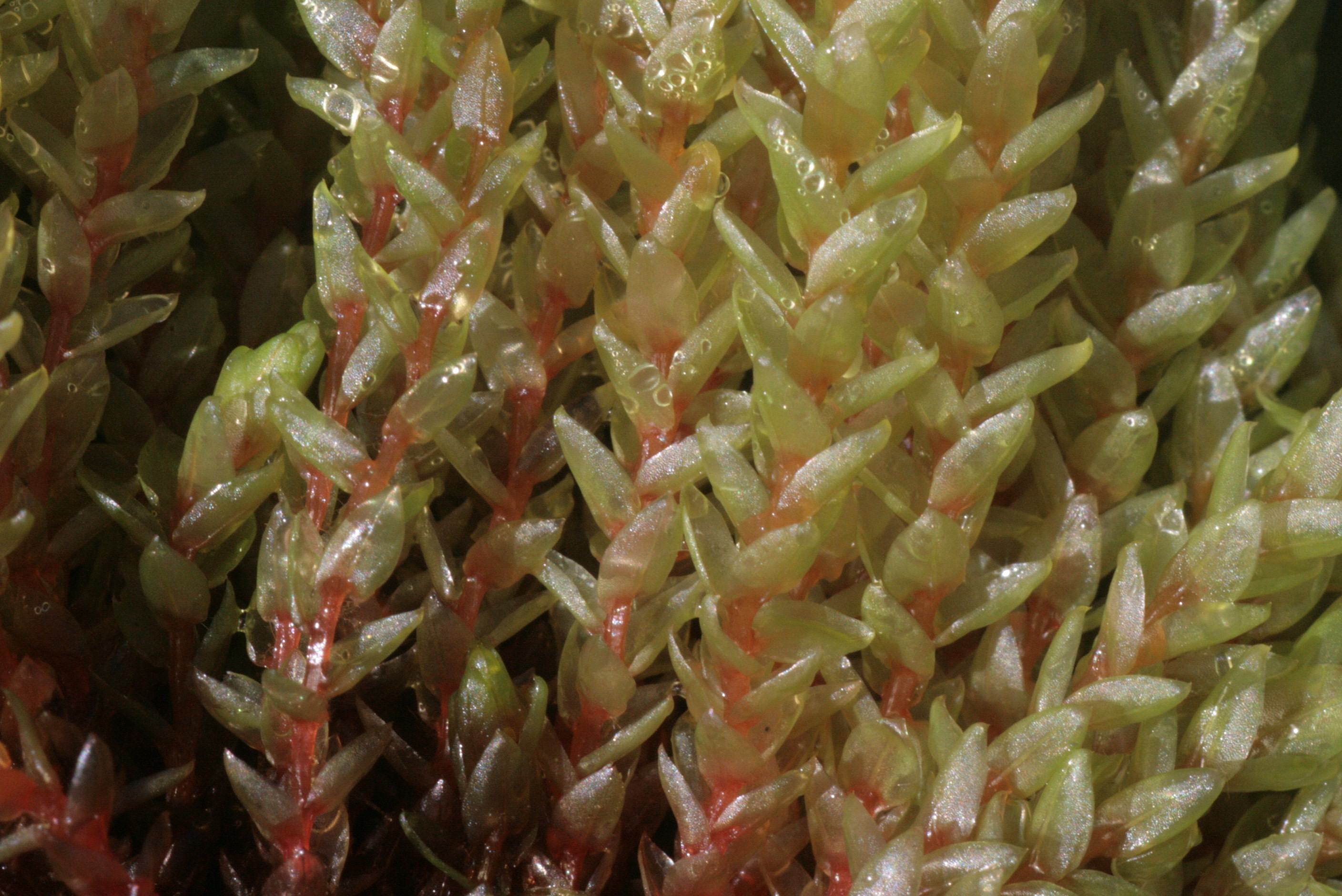
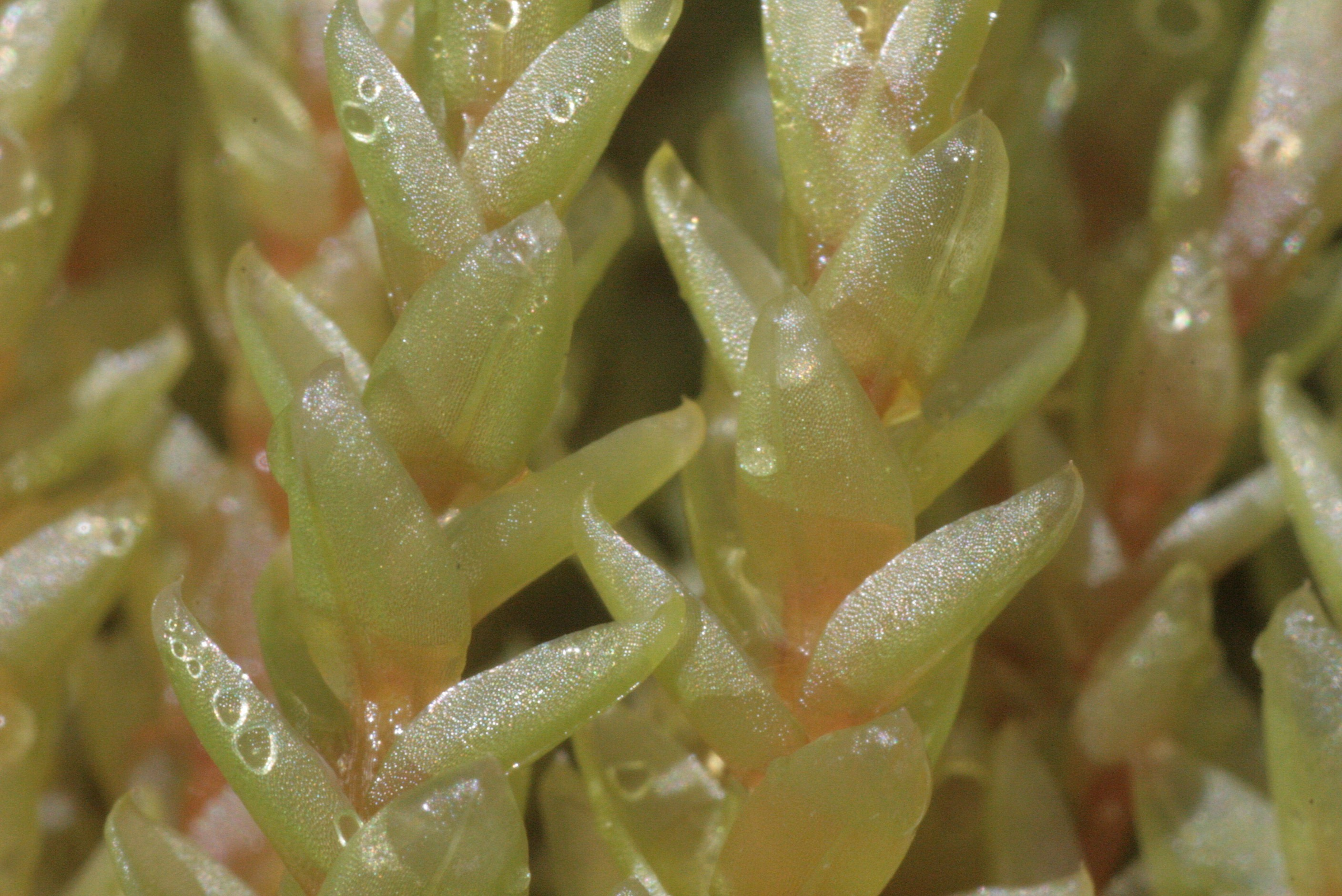
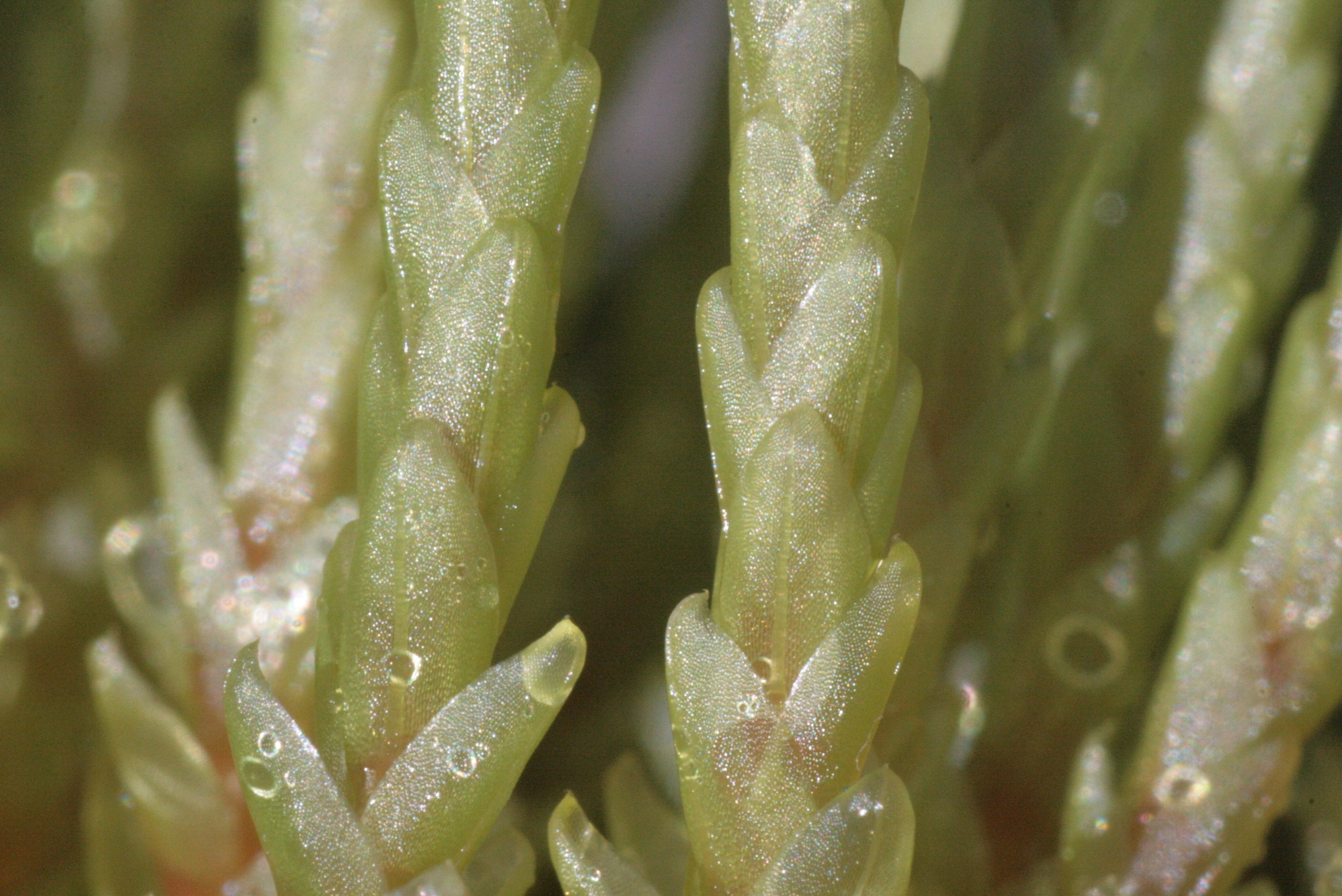